# موسی سوری
موسی سوری (انگلیسی: Moussa Sory؛ زادهٔ ۲۰ مهٔ ۱۹۸۸) بازیکن فوتبال اهل بورکینافاسو بود.
وی همچنین در تیم ملی فوتبال بورکینافاسو بازی کرده است.